# BAX Global
Bax Global, Inc. war ein international tätiges Logistikunternehmen mit Sitz im kalifornischen Irvine, das 2006 an den Deutsche-Bahn-Konzern verkauft und 2007 in dessen Logistiksparte Schenker AG integriert wurde.

## Geschichte
Das spätere Unternehmen BAX Global wurde am 15. Juni 1972 als Frachtfluggesellschaft der Bahngesellschaft Burlington Northern (BN) unter der Bezeichnung Burlington Northern Air Freight, Inc. (BNAFI) gegründet und bot zunächst nationale Transporte zwischen Ballungsräumen der USA an. 1982 erwarb die bis dato vor allem als Geldtransportunternehmen tätige Pittston Company die BNAFI.
1986 nahm die BNAFI mit Burlington Air Express den Namen ihrer 1980 eingerichteten Sparte für den (meist im „Nachtsprung“) abgewickelten Express-Stückguttransport als Firmenbezeichnung an, um die Konzentration auf diesen Geschäftsbereich auch namentlich widerzuspiegeln. Bereits seit 1985 verfügte das Unternehmen über eine eigene Flugzeugflotte, deren Drehkreuz sich zunächst in Fort Wayne und ab 1991 in Toledo befand.
Im Jahr 1993 nahm Burlington Air Express auch die Speditionstätigkeit für internationale Seefrachttransporte auf, die in den folgenden Jahren deutlich ausgebaut wurde. 1997 wurde das Unternehmen erneut umbenannt und trägt seither den Namen BAX Global.

## Übernahme durch die Deutsche Bahn
Am 16. November 2005 gab die seit 2003 als The Brink’s Company firmierende frühere Pittston Company bekannt, BAX Global zum Preis von 1,1 Milliarden US-Dollar an die Deutsche Bahn (DB) zu verkaufen. Nach der Zustimmung der Kartellbehörden wurde der Kauf zum 31. Januar 2006 vollzogen. Die BAX Global-eigene Flugzeugflotte, bestehend aus Maschinen der Typen Douglas DC-8 und Boeing 727, wurde im Zuge dessen an Cargo Holdings International verkauft.
Die Integration von BAX Global in das DB-Logistikunternehmen Schenker wurde im Geschäftsjahr 2007 „nahezu abgeschlossen“.
Im Juli 2011 wurde bekannt, dass das Luftfrachtangebot, welches bislang mit 20 Flugzeugen in Nordamerika und Mexiko betrieben wurde, eingestellt wird. Grund war das schwache Wirtschaftswachstum, verbunden mit hohen Treibstoffpreisen. Zukünftig sollte dieser Frachtanteil auf dem Landweg transportiert werden.